# Estación Tuquí
Tuquí fue una estación de ferrocarril que se hallaba dentro de la comuna de Ovalle, en la Región de Coquimbo de Chile. El sector corresponde a un paraje cerca de Huamalata, en el acceso norte a Ovalle.

## Historia
No existe certeza sobre la fecha exacta de apertura de la estación, sin embargo la vía sobre la cual se sitúa es la misma que era utilizada por el ferrocarril que unía Coquimbo y La Serena con Ovalle y que alcanzó el sector en 1873, sin embargo Santiago Marín Vicuña describe que el trazado que pasaba por el sector de Tuquí fue construido alrededor de 1890 luego de modificaciones al trazado original.
Enrique Espinoza no consigna la estación en 1897, sin embargo ya en 1910 José Olayo López y en 1916 Santiago Marín Vicuña la incluyen en sus listados de estaciones ferroviarias, así como también aparece en mapas de 1929.
La estación se encontraba a 324,4 metros de altura sobre el nivel del mar. La estación Tuquí fue suprimida mediante el oficio 555 del 12 de noviembre de 1951 y el decreto del 10 de enero de 1952; ya en 1958 los mapas no consignan la existencia de dicha estación. Actualmente no quedan rastros de la estación.

## Infraestructura
A 1968 el recinto fue reemplazado por un triángulo de inversión, el cual para 1981 fue removido. Actualmente solo quedan cimientos de la estación.